# Birger Hansson-Böe
Birger Emanuel Hansson-Böe, född 1 september 1900 i Kristiania, Akershus, Norge, död 5 september 1986 i Karlstad, Värmland, var en svensk yrkesmålare och målare. 
Han var son till Marelius Andreas Eliot Hansen och Beda Eriksson från Backa, Silbodal.
Han far kom från Bø på Langøya i Norge men när Hansson-Böe flyttade till Kil i Värmland försvenskade han sitt namn. Han var kusin med Eric Rhönnstad. Som konstnär var han autodidakt.
Hans konst består av naturmotiv från Värmland och Bohuslän i både olja och akvarell.